# Alice Crimmins
Alice Crimmins (nacida en 1939) es una mujer estadounidense acusada del asesinato de sus dos hijos, Eddie y Alice Marie (a quien todos llamaban Missy), de cinco y cuatro años respectivamente. Los niños fueron reportados como desaparecidos el 14 de julio de 1965. Varios días después, se encontró el cuerpo de Alice Marie y después el de Eddie Jr. En 1971, Alice Crimmins fue condenada por el asesinato de su hijo y por el homicidio involuntario de su hija. En noviembre de 1977, fue puesta en libertad condicional.

## El asesinato de sus hijos
Sus hijos, Eddie Jr y Missy, desaparecieron de su departamento en Kew Gardens Hills el 14 de julio de 1965. Crimmins se comunicó con la policía para reportar la desaparición de sus hijos. Unos días después, el cuerpo de Missy fue encontrado. Se pudo determinar que la niña había sido estrangulada. El cuerpo de Eddie también fue encontrado pero la causa de muerte no pudo ser determinada. 
A pesar de que no se encontró ninguna evidencia física que la conectara con los asesinatos, Crimmins fue llevada a juicio y se la declaró culpable en mayo de 1968.
No se encontró suficiente evidencia para vincular a alguien con los asesinatos. Durante los dos años anteriores a su arresto, Crimmins fue vigilada por el Departamento de Policía de Nueva York, a tal punto que se colocaron micrófonos en su departamento para grabar todas sus conversaciones y todos sus movimientos. Después de que se la encontrara culpable en 1968, fue liberada tras ganar una apelación. Luego de haber estado tres años libre, fue nuevamente condenada en 1971. Finalmente, se le otorgó la libertad condicional en 1977.
El juicio de Alice Crimmins ha sido comparado por los medios con el juicio de Casey Anthony. 

## En cultura popular
- El caso de Alice Crimmins por Kenneth Bruto
- Ordeal By Trial por George Carpozi Jr.
- La Investigación por Dorothy Uhnak
- ¿Dónde Están Los Niños? por Mary Higgins Clark
- Una Cuestión de Culpa, transmitido en televisión en 1978
- Dos Cuerpos Pequeños, película de Beth B, de 1993[2]
- Crímenes del pasado, serie del canal Investigation Discovery, episodio "Go Ask Alice" transmitido en 2013.